# Омид
Оми́д (перс. امید‎, «Надежда») — второй исследовательский и телекоммуникационный спутник Ирана, первый запущенный самостоятельно.
Успешно выведен на околоземную орбиту вечером 2 февраля 2009 года (к 30-летию Исламской революции) ракетой-носителем Сафир-2. Распоряжение о запуске отдал лично президент Махмуд Ахмадинежад.

## Технические характеристики
По заявлению посольства Ирана в Москве, спутник был создан в феврале 2008 года; все части и детали спутника были спроектированы и произведены специалистами аэрокосмической промышленности Исламской Республики Иран. Спутник обменивается информацией с Землей по двум частотным линиям: частота канала связи ЛА с Землёй 464,98750 МГц и 465,01250 МГц (частота управляющих сигналов с наземной станции на спутник 401 МГц) при помощи 8 антенн. Масса спутника составляет 27,27 кг, габариты 40×40×40 см.
Спутник совершает 15 оборотов вокруг Земли в течение 24 часов, каждый раз дважды передавая сигнал на станции наземного слежения в Иране. Среди назначений спутника — сбор информации об окружающей среде.[уточнить]

## Первоначальные орбитальные данные спутника
- Перигей — 242,6 км
- Апогей — 382,1 км
- Период обращения вокруг Земли — 90,72 минут
- Угол наклона плоскости орбиты к плоскости экватора Земли — 55,51°